# Heidelberg School

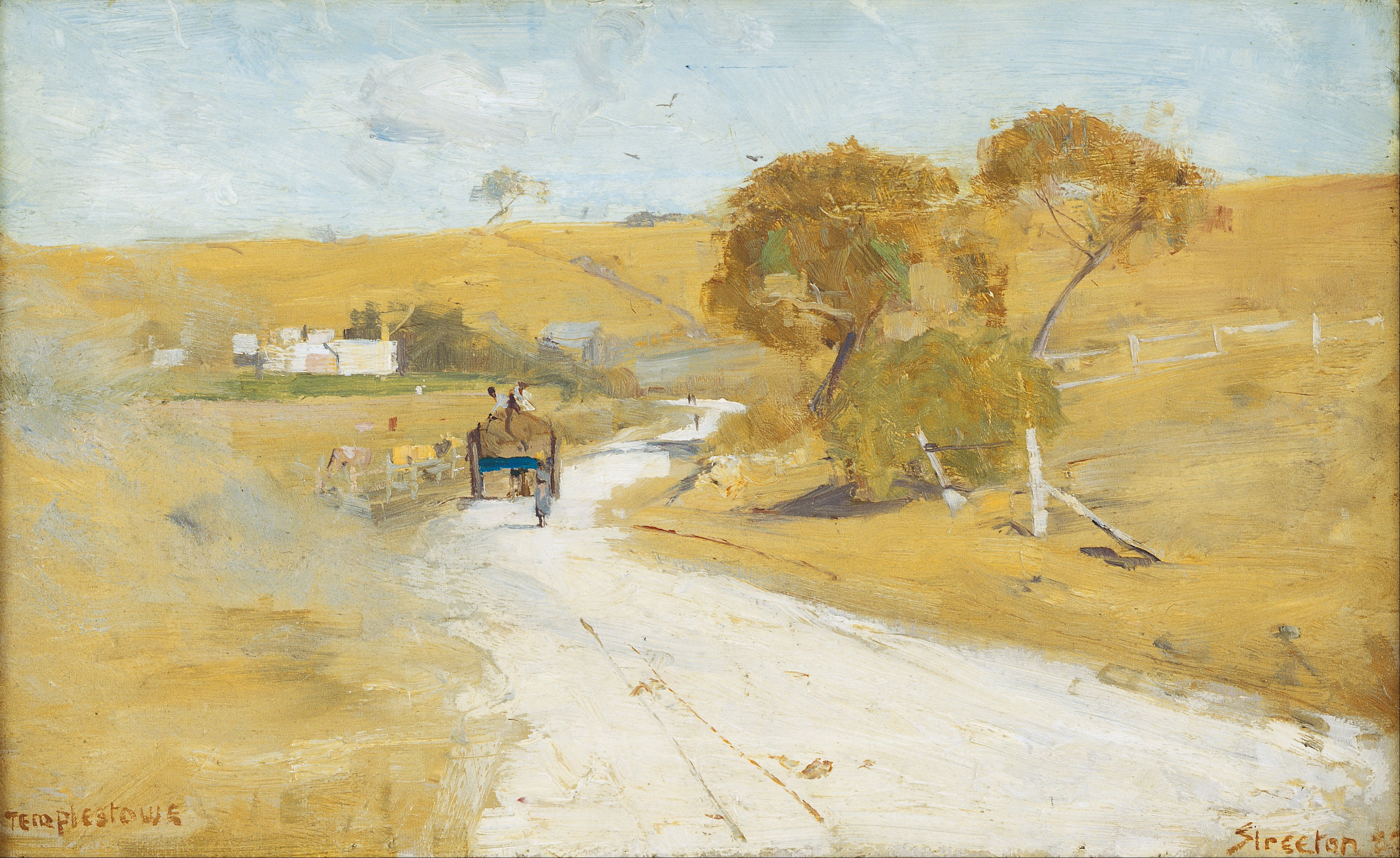
Arthur Streeton, At Templestowe, 1889

Die Heidelberg School (im Deutschen gelegentlich auch Heidelberger Schule) war eine australische Kunstbewegung des späten 19. Jahrhunderts. Sie wird häufig auch als australischer Impressionismus bezeichnet.

## Begriff
Der Name der Heidelberg School geht auf die Stadt Heidelberg im australischen Bundesstaat Victoria östlich von Melbourne zurück. Der australische Kunstkritiker Sidney Dickinson nutzte den Begriff der Heidelberg School erstmals im Juli 1891 in einer Rezension von Werken der Künstler Arthur Streeton und Walter Withers. Er schrieb, dass diese und andere regionale Künstler der Freilichtmalerei in Heidelberg und dessen Umgebung als Mitglieder der Heidelberg School zusammengefasst werden könnten. Der Begriff hat sich seitdem weiterentwickelt und umfasst Maler, die in den 1880er und 1890er Jahren in Künstlerkolonien rund um Melbourne und Sydney zusammenarbeiteten. Neben Streeton und Withers gehören Tom Roberts, Charles Conder und Frederick McCubbin zu den bedeutendsten Vertretern. Ihr gemeinsamer Stil beruht auf naturalistischen und impressionistischen Ideen. Sie wollten das australische Leben, das australische Outback und das grelle Sonnenlicht, das für das Land typisch ist, einfangen.

## Geschichte

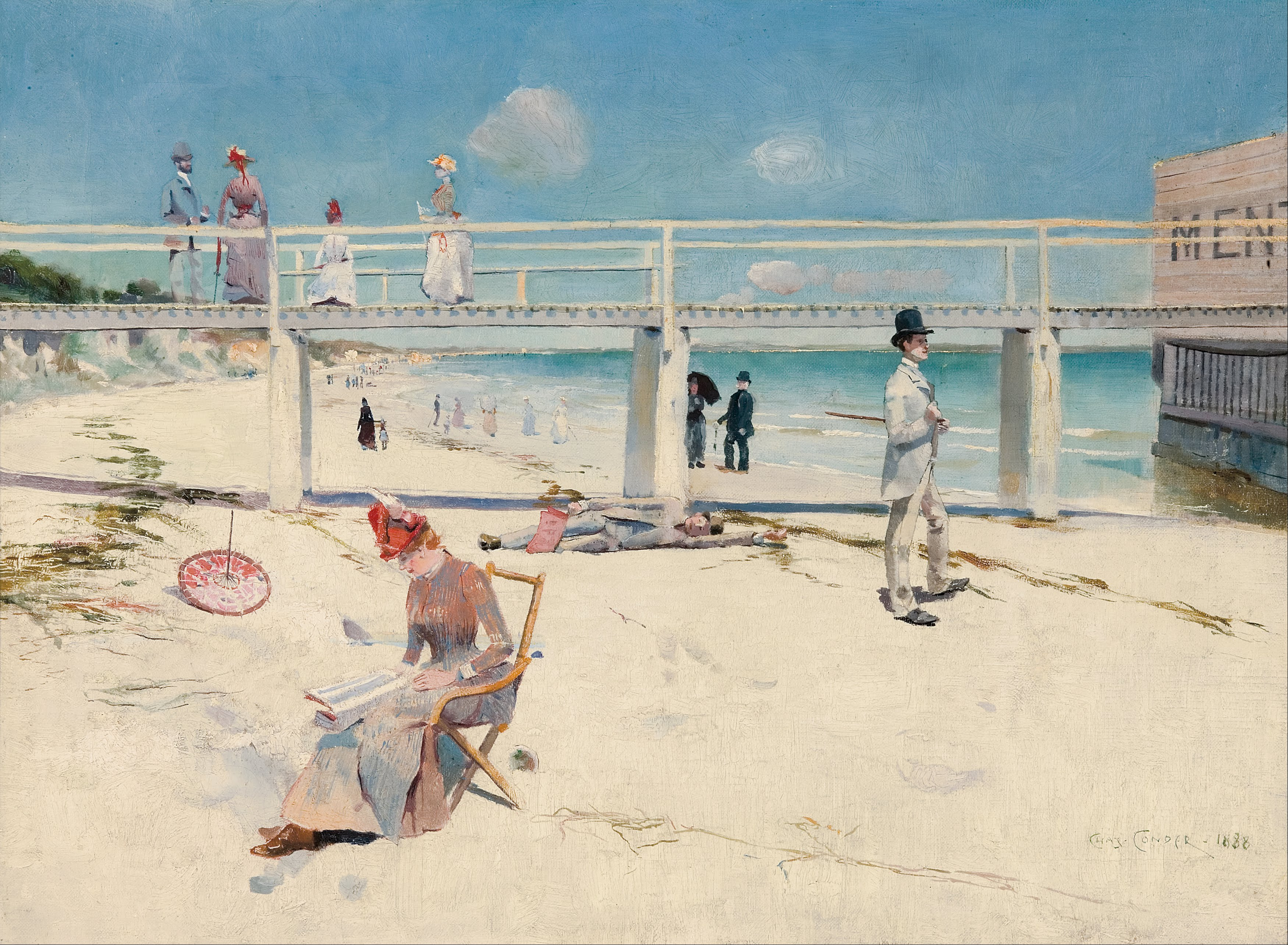
Charles Conder, A holiday at Mentone, 1888

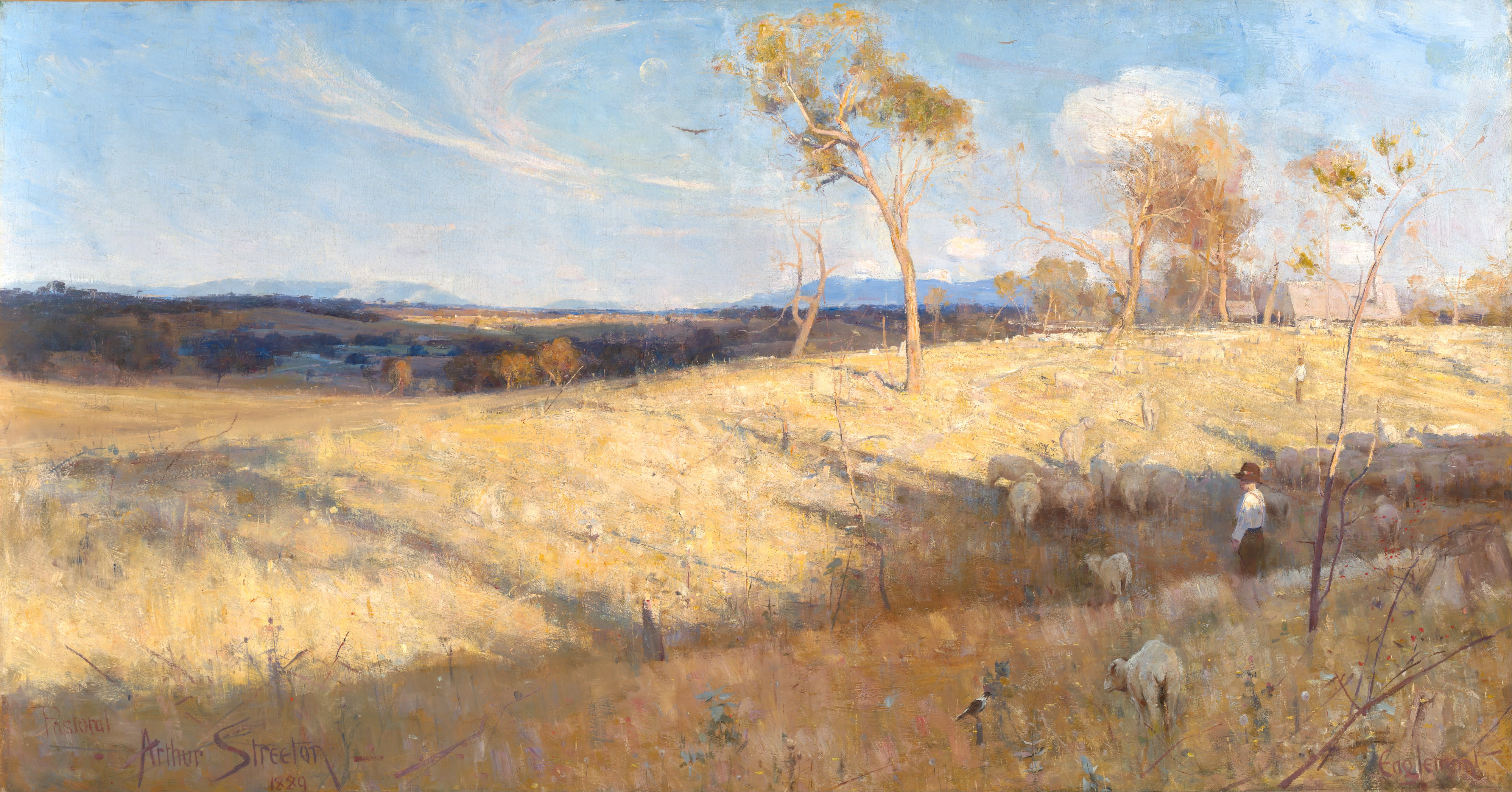
Arthur Streeton, Golden Summer, Eaglemont, 1889

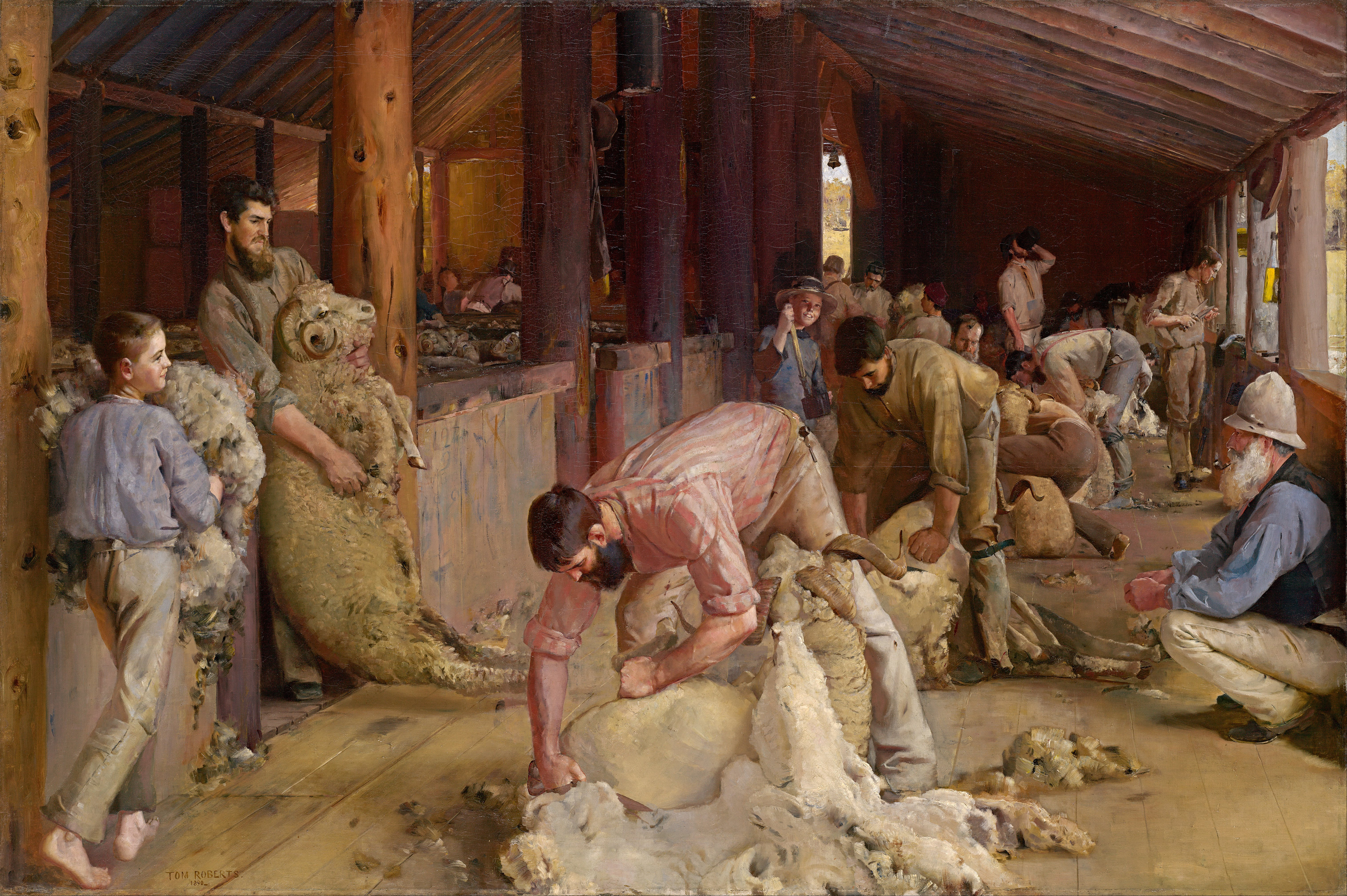
Tom Roberts, Shearing the Rams, 1890

Die Kerngruppe der Maler der Heidelberg School traf sich in Künstlercamps in den späten 1880er und frühen 1890er Jahren. Neben Arthur Streeton und Walter Withers gehörten Tom Roberts, Frederick McCubbin and Charles Conder zu den Schlüsselfiguren.
Im Jahr 1885 gründeten Fred McCubbin, Tom Roberts und Louis Abrahams ein Künstlercamp im Gebiet Box Hill östlich von Melbourne. Dort wollten sie unter freiem Himmel die Landschaft und die unberührte Natur festhalten, malten aber auch ihr alltägliches Leben im Lager und die Arbeit der Farmer. Im Sommer 1886 und 1887 mieteten Tom Roberts, Fred McCubbin und Louis Abrahams ein kleines Häuschen in Mentone, einem kleinen Dorf am Meer bei Melbourne und malten dort.
Bei einer Reise nach Sydney traf Tom Roberts 1887 in Sydney den jungen Charles Conder und die beiden begannen eine intensive Künstlerfreundschaft. Die Künstler malten Anfang 1888 zusammen im Strandvorort Coogee (heute Stadtteil von Sydney), bevor Conder sich Roberts auf seiner Rückreise nach Melbourne anschloss. Die Sommer 1888 und 1889 verbrachten Streeton, Roberts und Conder dann in Heidelberg, wo ein Förderer den Malern ein kleines Häuschen zur Verfügung stellte.
Als Melbourne 1890 von einer wirtschaftlichen Krise getroffen wurde, zogen Roberts und Streeton nach Sydney und gründeten ein Camp in der Mosman Bay, einer kleinen Bucht von Port Jackson, bevor sie sich dem nahen Curlew Camp anschlossen, das Reuben Brasch 1890 gegründet hatte. Andere Freilichtmaler gesellten sich zu den beiden, darunter auch Julian Ashton, der zuvor im nahen Künstlercamp von Balmoral gelebt hatte.

### Die 9 by 5 Impression Exhibition
Im August 1889 organisierten mehrere Künstler der Heidelberg School die 9 by 5 Impression Exhibition in den Buxton’s Rooms in der Swanston Street gegenüber des Rathauses von Melbourne. Die Teilnehmer waren Charles Conder, Tom Roberts und Arthur Streeton mit mehreren Werken, außerdem Frederick McCubbin und die Studierenden der National Gallery of Victoria Art School R. E. Falls und Herbert Daly und der Bildhauer Charles Douglas Richardson. Die meisten der 183 ausgestellten Werke waren auf die Deckel von Zigarrenkisten gemalt, die eine Größe von 9 × 5 Zoll (23 × 13 cm) hatten und der Ausstellung den Namen gaben. Louis Abrahams, ein Mitglied des Künstlercamps Box Hill hatte die meisten Deckel aus dem Tabakwarenladen seiner Familie mitgenommen. Die Werke wurden in breiten Rahmen aus Rotem Eukalyptus gezeigt, manche ohne Verzierung, andere mit Versen oder Zeichnungen versehen.
Die Ausstellung war ein großer Erfolg und alle Werke wurden verkauft. Die Reaktionen der Kunstkritik waren gemischt. Der führende Kritiker James Smith schrieb, der Ausstellung fehle „jeglicher Sinn für das Schöne“ und glaubte, „welchen Einfluss [die Ausstellung] auch immer ausüben könnte, sie könnte kaum anders als irreführend und schädlich sein.“ Die Künstler hingen die Rezension vor dem Eingang des Veranstaltungsortes auf, was viele weitere Passanten anzog. Außerdem antworteten sie mit einem Brief an den Herausgeber von Smiths Zeitung „The Argus“. Der als Manifest beschriebene Brief verteidigt die freie Wahl des Themas und der Technik und kommt zu dem Schluss: „Es ist besser, unsere eigenen Ideen zu äußern, als nur eine oberflächliche Wirkung zu erzielen, die nichts anderes als eine Wiederholung dessen ist, was andere vor uns getan haben und uns in einer sicheren Mittelmäßigkeit zu schützen, die zwar keine Verurteilung nach sich zieht, die aber auch verhindert, dass wir eine unserer Meinung nach großartige Malschule in Australien entwickeln.“
Heute gilt die „9 by 5 Impression Exhibition“ als Meilenstein in der australischen Kunstgeschichte. Rund ein Drittel der Werke der Ausstellung haben überlebt und sind heute in öffentlichen Sammlungen Australiens ausgestellt.

### Grosvenor Chambers
Im April 1888 in der 9 Collins Street eröffnet, wurde das Atelierhaus Grosvenor Chambers schnell zum Mittelpunkt der Kunstszene Melbournes und zu einem Stützpunkt in der Stadt, von dem aus Mitglieder der Heidelberg School die boomende Nachfrage nach Porträts befriedigen konnten. Tom Roberts, Jane Sutherland und Clara Southern eröffneten als Erste Ateliers im Gebäude, Charles Conder und Louis Abrahams folgten. Viele Künstler dekorierten ihre Ateliers im Stil des Ästhetizismus und brachten den Einfluss von James Abbott McNeill Whistler zum Ausdruck.

## Stil

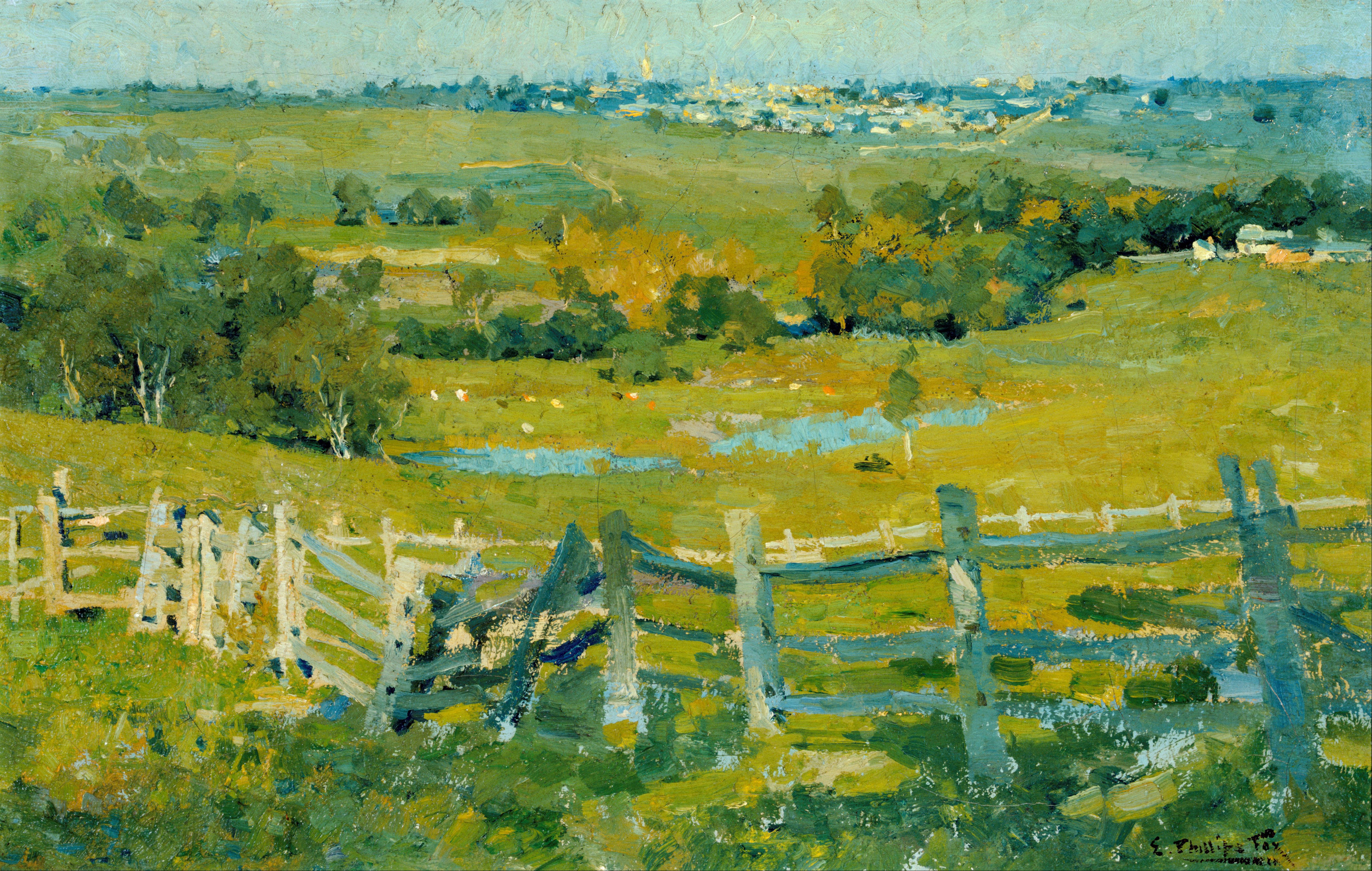
E. Phillips Fox (1865 – 1915), Heidelberg.

Wie viele ihrer Zeitgenossen in Europa und Nordamerika übernahmen die Mitglieder der Heidelberger Schule einen impressionistischen Malstil. Sie malten regelmäßig Landschaften im Freien und versuchten, das tägliche Leben darzustellen. Sie zeigten großes Interesse an der Wirkung von Licht und experimentierten mit verschiedenen Pinselstrichtechniken. Im Gegensatz zum radikaleren Ansatz der französischen Impressionisten legten die Maler der Heidelberger Schule aber die akademischen Traditionen zu Form und Komposition nicht ganz ab. Die australischen Impressionisten hatten aber kaum Kontakt zu ihren Vorbildern aus Frankreich.
Die Maler der Heidelberg School folgten nicht nur einem internationalen Trend, sondern waren daran interessiert, Gemälde zu schaffen, die deutlich australisch wirkten, um eine original australische Malerei zu schaffen. Die Werke gelten gemeinhin als erste Gemälde in der westlichen Kunst, welche die australische Landschaft realistisch und einfühlsam darstellen. Die Werke vieler früherer Kolonialkünstler ähneln eher europäischen Szenen und spiegeln nicht das typische grelle Sonnenlicht, die erdigen Farben und die charakteristische Vegetation Australiens wider.

## Bekannte Vertreter
Bekannte Vertreter der Heidelberg School waren:
- Louis Abrahams
- Louis Buvelot
- Charles Conder (1868–1909), Maler
- David Davies (1864–1939), Maler
- Emanuel Phillips Fox (1865–1915), Maler und Kunstlehrer
- Ethel Carrick Fox (1872–1952), britische Malerin
- Frederick McCubbin (1855–1917), Maler
- Leon Pole
- Jane Price
- Charles Douglas Richardson (1853–1932), anglo-australischer Maler, Grafiker, Bildhauer und Kunstakademielehrer
- Tom Roberts (1856–1931), Künstler
- Arthur Streeton (1867–1943), Maler
- Clara Southern (1860–1940), Künstlerin
- Jane Sutherland (1853–1928), Landschaftsmalerin
- Tudor St George Tucker (1862–1906), englischer Maler
- May Vale
- Walter Withers (1854–1914), Landschaftskünstler

## Rezeption

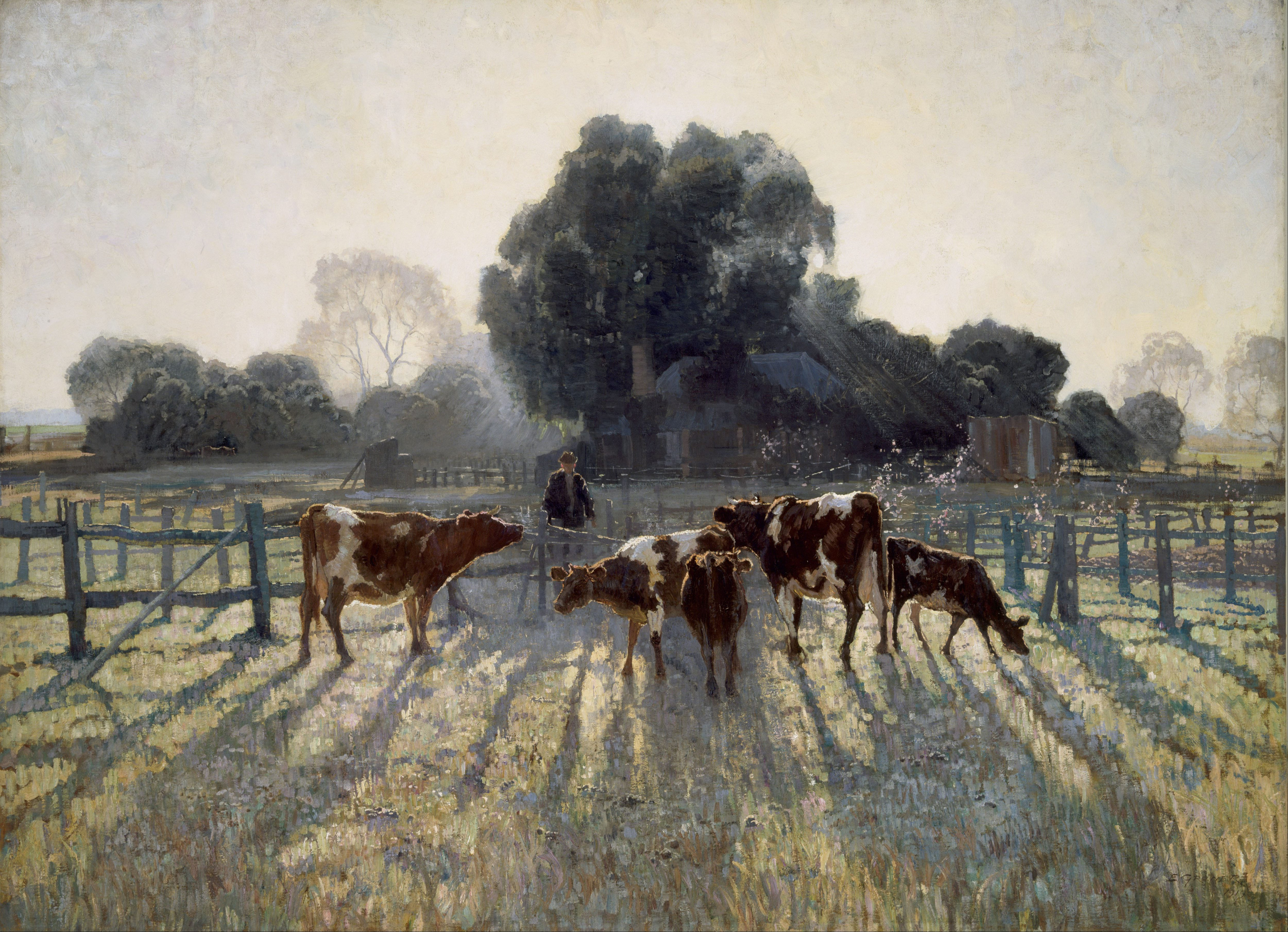
Die Heidelberg School beeinflusste die australische Landschaftsmalerei bis weit in das 20. Jahrhundert, darunter auch Elioth Gruner (Spring Frost, 1918).

Das Werk der Heidelberg School ist in Australien durch Ausstellungen, Reproduktionen, Briefmarken und Abbildungen in der Kolonialliteratur weithin bekannt. Die Werke werden in Australien in vielen großen öffentlichen Museen ausgestellt und weithin rezipiert. Im Jahr 1995 erwarb die National Gallery of Australia Streetons Golden Summer, Eaglemont (1889) für 3,5 Millionen Dollar, damals ein Rekordpreis für ein australisches Gemälde.

### Film
Viele Historienfilme der australischen New-Wave-Ära stützten sich auf den visuellen Stil und die Thematik der Heidelberg School. Für Picnic at Hanging Rock (1975) beschäftigte sich Regisseur Peter Weir intensiv mit der Heidelberg School als Basis für Art Direction, Ausleuchtung und Szenerie. Das Filmdrama Sunday Too Far Away (1975) spielt auf einer Schaf-Farm im Outback und ist eine Hommage an Roberts’ Schafschurbilder. Im Film wird das Gemälde Shearing the Rams gemalt. Bei den Filmaufnahmen zu The Chant of Jimmie Blacksmith (1978) versuchte der Kameramann Ian Baker. „jede Einstellung wie Tom Roberts“ zu machen. Auch die Filme The Getting of Wisdom (1977) und My Brilliant Career (1979) waren von der Heidelberg School inspiriert; Die Szenen im Outback von My Brilliant Career beziehen sich explizit auf Arbeiten von Streeton.
Das dreiteilige Dokudrama One Summer Again der ABC aus dem Jahr 1985 zeichnet die Zeit der Heidelberg School nach.

### Ausstellungen
Die Kunstbewegung wurde in mehreren großen Ausstellungen aufgearbeitet, darunter Golden Summers: Heidelberg and Beyond (1986) und Australian Impressionism (2007) in der National Gallery of Victoria. Die National Gallery in London zeigte 2016/17 ebenfalls eine große Ausstellung zum Werk der australischen Impressionisten.